# Municipio de Deer Lake
El municipio de Deer Lake (en inglés: Deer Lake Township) es un municipio ubicado en el condado de Stutsman en el estado estadounidense de Dakota del Norte. En el año 2010 tenía una población de 29 habitantes y una densidad poblacional de 0,31 personas por km².

## Geografía
El municipio de Deer Lake se encuentra ubicado en las coordenadas 47°2′38″N 99°2′44″O / 47.04389, -99.04556. Según la Oficina del Censo de los Estados Unidos, el municipio tiene una superficie total de 92.92 km², de la cual 89,22 km² corresponden a tierra firme y (3,99 %) 3,71 km² es agua.

## Demografía
Según el censo de 2010, había 29 personas residiendo en el municipio de Deer Lake. La densidad de población era de 0,31 hab./km². De los 29 habitantes, el municipio de Deer Lake estaba compuesto por el 100 % blancos. Del total de la población el 0 % eran hispanos o latinos de cualquier raza.